# プロダクトマーケティング
プロダクトマーケティングは、マーケティングの基本「4P」、つまりProduct (製品)、Pricing (価格)、Place (流通)、そしてPromotion (販促)に関わる。
プロダクトマーケティングは、プロダクトマネジメントとは異なり、より外向きのマーケティング業務に関わる。例えば、プロダクトマネジメントは社内のプロダクトデベロップメント(商品開発)の具体的な内容に関わるのに対して、プロダクトマーケティングは見込み客、顧客、その他のグループに対する製品のマーケティング活動に関わる。社内の職能としてのプロダクトマーケティングはマーケティング・コミュニケーション (「マーコム」)、オンラインマーケティング、広告、マーケティング戦略など他のマーケティング職とも異なる。 
製品市場は、一般大衆に新製品を紹介する際に考慮されるものである。
製品の魅力を伝えたい対象となるのが消費者市場となる。
例：大衆に新しいテレビゲームを紹介する場合、消費者市場はおそらく成人男性のテレビゲーム市場（ゲームの種類による）となる。そこで市場調査を実施して、最適なゲーム発売の方法を見極める。 
同様に、マッサージチェアーはおそらく幼い子供には魅力がないので、年齢の高い世代に対して製品のマーケティング活動を行う。

## プロダクトマーケティングの役割
企業のプロダクトマーケティングは、5つの重要な戦略項目を検討する:
- What：提供する製品（つまり製品展開の全貌）
- Who：対象となる顧客 (つまり提供する市場区分の境界線）
- Reach：製品を顧客に配送する方法（つまり流通方法や安定したビジネスモデルを形成できるだけの実行可能性はあるか？）
- Price：製品を提供する価格
- Introduce：顧客に製品を紹介する方法（つまり広告）

## プロダクトマーケティング対プロダクトマネジメント
プロダクトマーケティングは、ハイテク企業においてはプロダクトマネジメントと異なることが多い。プロダクトマネージャーは営業やマーケティング担当者から製品の要望を集め、開発チームが製品の作成に使用する製品要件文書 (Product Requirements Document, PRD),を作成することが要求されるのに対して、プロダクトマーケティングマネージャーはプロダクトマネジメントがPRDを作成する元として使用される市場要件文書 (Market Requirements Document, MRD)を作成する業務に携わる。
他の企業では、プロダクトマネージャーがMRDとPRDの両方を作成し、プロダクトマーケティングマネージャーは展示会での製品デモンストレーションや、ホットシート、ビートシート、チートシート、データシート、ホワイトペーパーなどのマーケティング資料の作成など、外向きの業務を行っている。つまり、プロダクトマーケティングマネージャーには競合分析、市場調査、テクニカルライティングの能力だけでなく、技術投資へのROIやNPV分析などビジネス中心の業務や、競合製品と比較しても自社の製品を購入する見込み客や顧客の決定条件の変動を戦略化することなどが求められる。 
プロダクトマーケティング担当者が直面する問題は、各種関係者（営業、マーコム、顧客など）向けコンテンツの大部分を準備する責任が与えられていることである。全てのコンテンツの元となる実際のリサーチや検討よりも、資料の作成に重きが置かれてしまうことがある。 
小規模なハイテク関連企業やベンチャー会社では、プロダクトマーケティングとプロダクトマネジメントの役職が曖昧で、両方の業務を1人の人物が担当している場合がある。ただし、会社が成長するにつれ、開発チーム用の適切な仕様書の作成に集中する人物と、市場を分析する方法に集中し、「分析者」に影響をもち、長期的な市場の方向性の理解する人物とを分ける必要がある。このような明確な境界線がはっきりすると、前者はプロダクトマネジメントのもとに入り、後者はプロダクトマーケティングのもとに入る。特にシリコンバレーではプロダクトマーケティングプロフェッショナルは特定の市場やテクノロジーあるいはその両方に関する相当の専門分野の経験を持っている。一部のシリコンバレー企業では、プロダクトマーケティングエンジニアという役職があり、いずれマネージャーに昇格する傾向がある。
シリコンバレーで見られるようになった傾向として、プロダクトマーケティングマネージャーのチームと1人のテクニカルマーケティングマネージャーを配属する方法がある。企業の競争が激しくなり、市場へ浸透するコストと時間を削減するためには、テクニカルマーケティングの役割がより貴重なものとなる。もう1つの傾向は、プロダクトマネージャーグループにつき1人のプロダクトマーケティングマネージャーを配属する方法がある。このモデルは、PMMが市場への繋がりよりもコンテンツの作成に追われてしまうという問題につながっている。

## 資格
このビジネス分野の典型的な教育資格は、高いレベルのマーケティングやビジネス関連の学位であり（BBAやMBAなど）、関連する分野での十分な職務経験も重要である。重要とされるスキルは技術者とやりとりができることで、エンジニアリングやコンピューティングの経験も貴重である。

## 参考
- 生産管理
- フィールドマーケティング
- マーケティング・コミュニケーション
- マーケティング

## 文献
1. ^ This is described in further detail by S. Wheelright and K. Clark in Revolutionizing Product Development (1992), p. 40-41; at the beginning of the section titled "Product/Market Planning and Strategy".